# Ларссон, Эрик (шахматист)
Эрик Ларссон (швед. Erik Larsson; 20 мая 1915, Ландскруна — 14 февраля 2009) — шведский шахматист и деятель международного шахматного движения, международный арбитр (1966). Вице-президент ИКЧФ (с 1957). Организатор международного заочного шахматного движения, один из инициаторов воссоздания международной организации игры в шахматы по переписке после 2-й мировой войны (1939—1945). С 1945 директор ИКЧА — ИКЧФ, основатель и издатель её первого печатного органа — «Мансли резюме» («ICCA. Monthly Resume», 1947—1948, 1952), затем «Мейл чесс» («Mail Chess», 1949—1951).